# Dezső Gyarmati
Dezső Gyarmati (Miskolc, 23 ottobre 1927 – Budapest, 18 agosto 2013) è stato un pallanuotista ungherese, vincitore di tre medaglie d'oro alle olimpiadi di Tokyo 1964, Melbourne 1956 e Helsinki 1952, una d'argento a Londra 1948 ed una di bronzo a Roma 1960 e di due ori ai mondiali universitari 1947 e 1951.
Con Újpest e Ferencvaros vinse otto campionati ungheresi e sette coppe nazionali. 
Come allenatore della nazionale ungherese vinse un oro e un bronzo ai giochi olimpici (1976 e 1980), un oro e due argenti ai mondiali, due ori ai campionati europei e un oro in Coppa del Mondo.
Viene ampiamente riconosciuto come uno dei migliori e più iconici pallanuotisti di tutti i tempi.
Era il marito di Éva Székely, padre di Andrea Gyarmati e suocero di Mihály Hesz.
È morto il 18 agosto 2013, all'età di 85 anni.